# Église Saint-Médard d'Agnicourt
L'église Saint-Médard est une église située à Agnicourt-et-Séchelles, en France.

## Localisation
L'église est située sur la commune d'Agnicourt-et-Séchelles, dans le département de l'Aisne.

## Historique
Le monument est classé au titre des monuments historiques en 1921.

## Description
Cette église est fortifiée. La nef fut édifiée au XIIe siècle, le chœur et le portail sont du XVe siècle.
Un vitrail représente Marie en sainte et une statue, sainte Barbe en bois.
Le coq qui s'était envolé a été remplacé en 1997 lors d'une cérémonie officielle.           

### Galerie

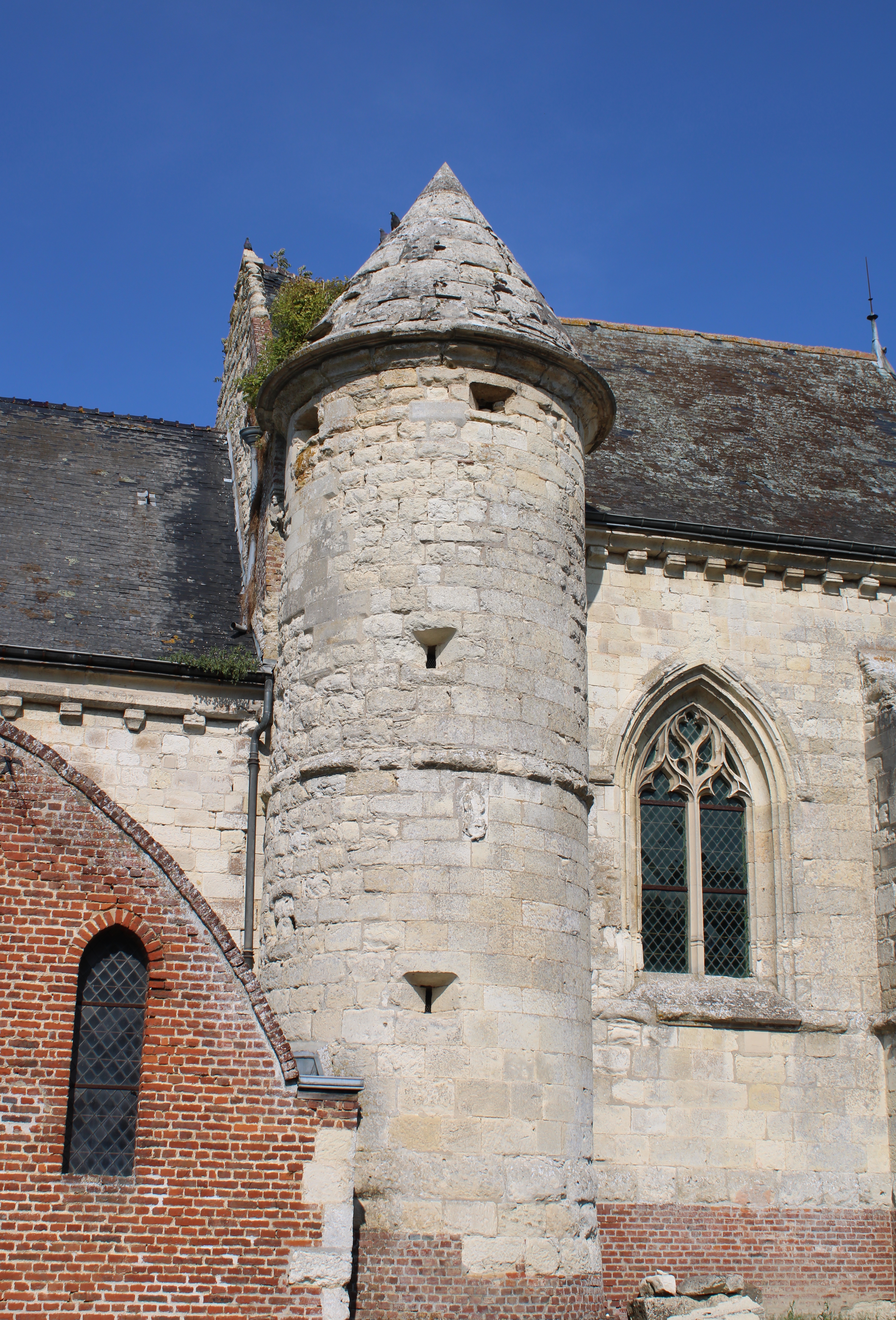
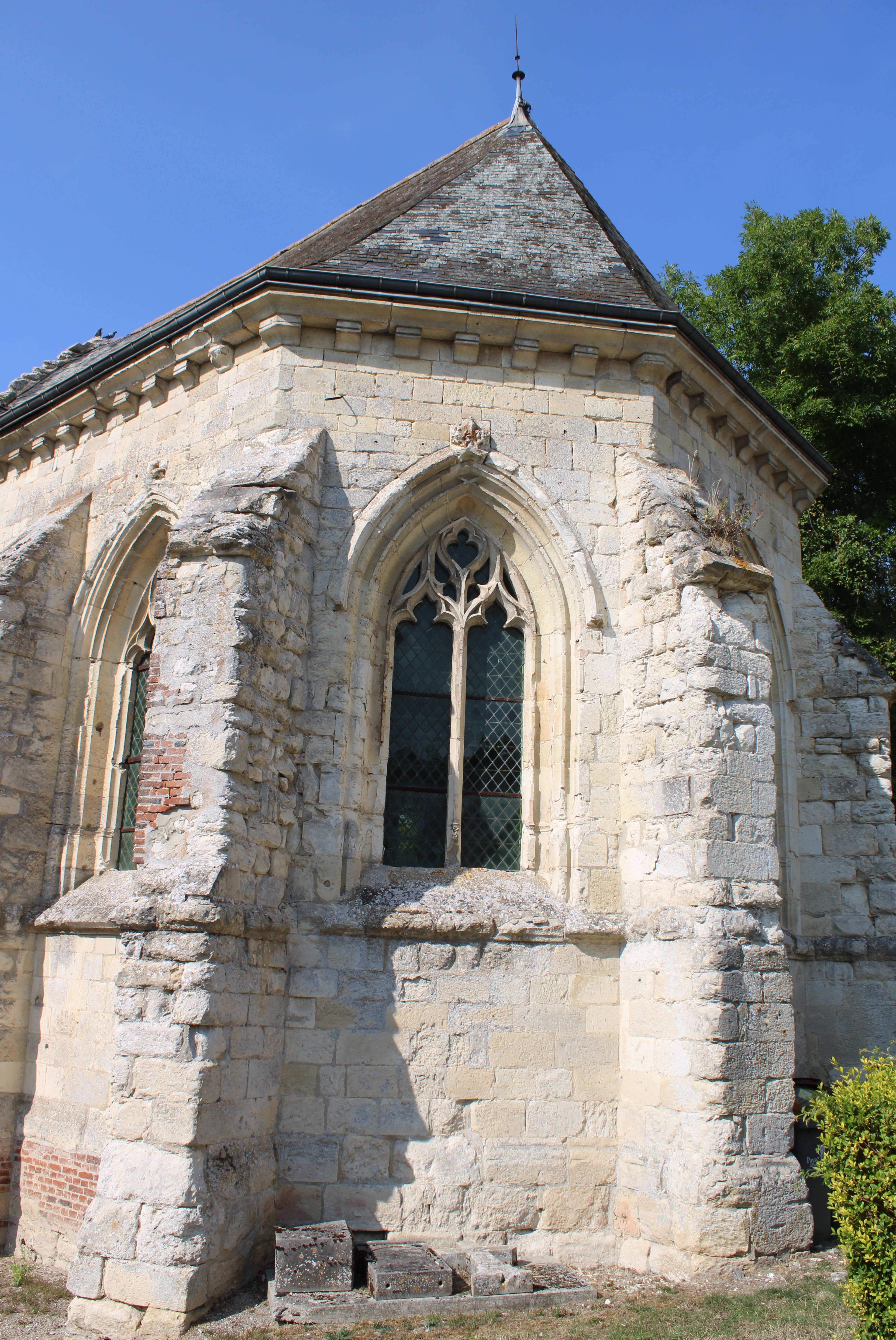
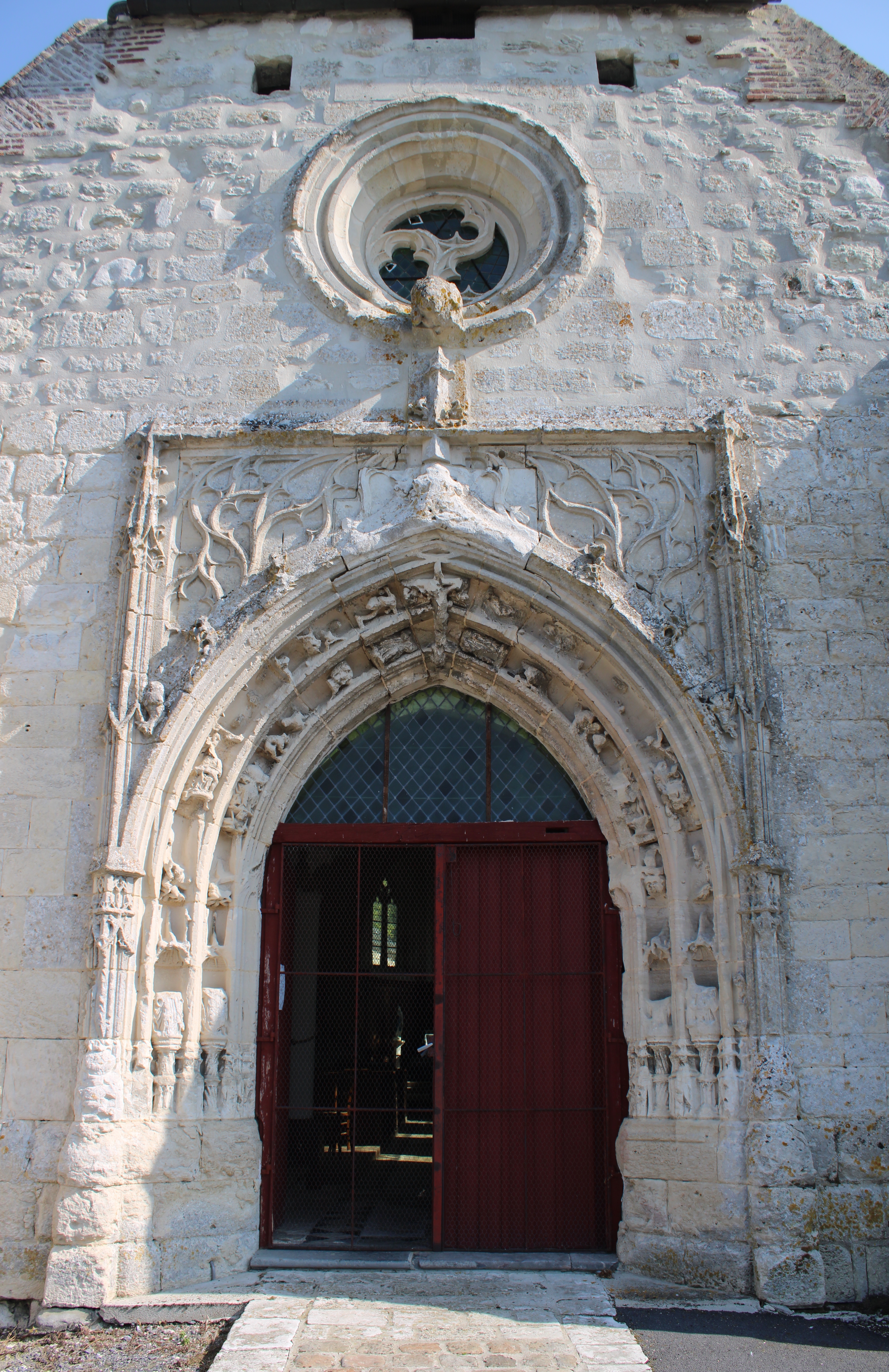
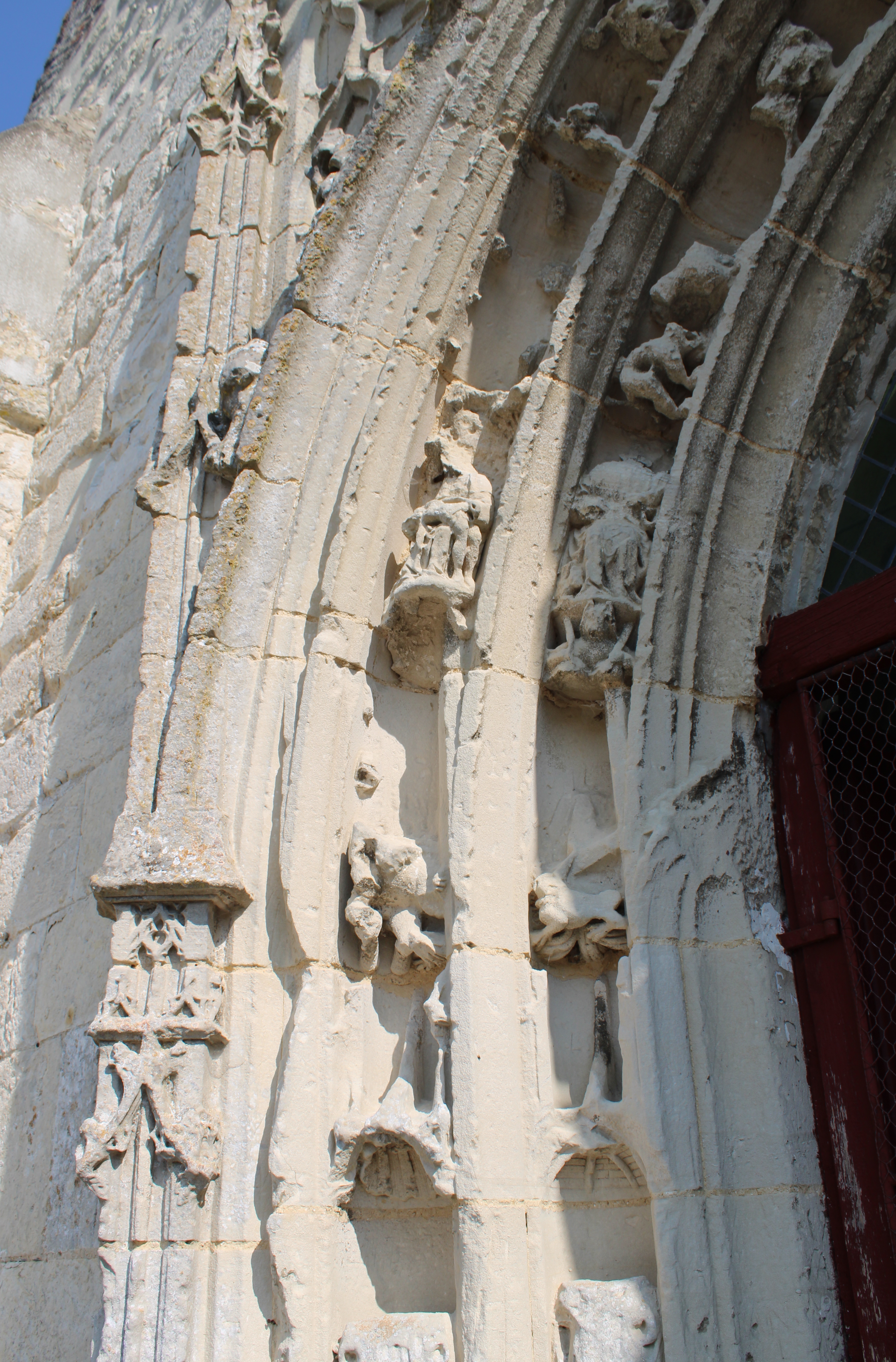
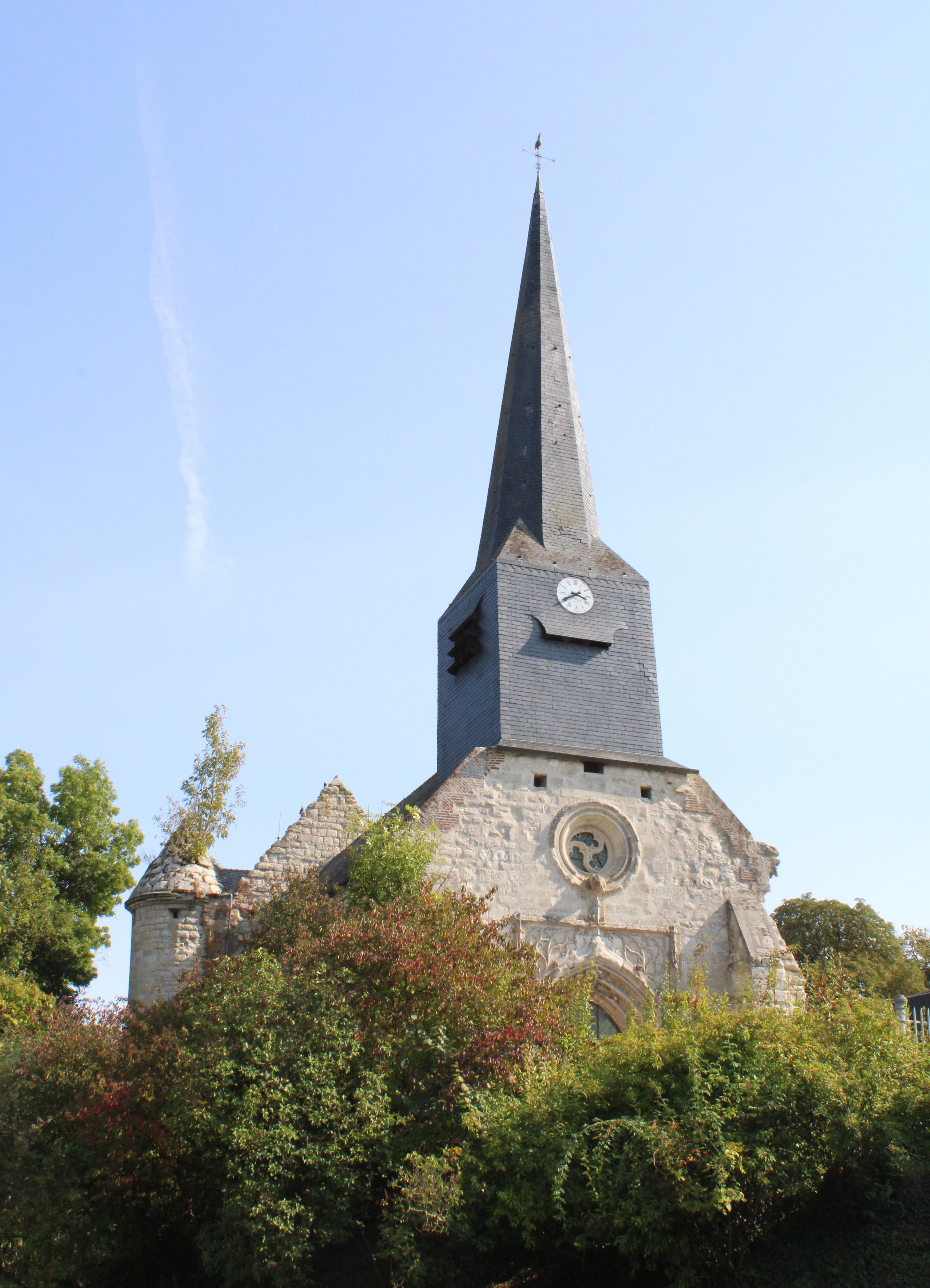
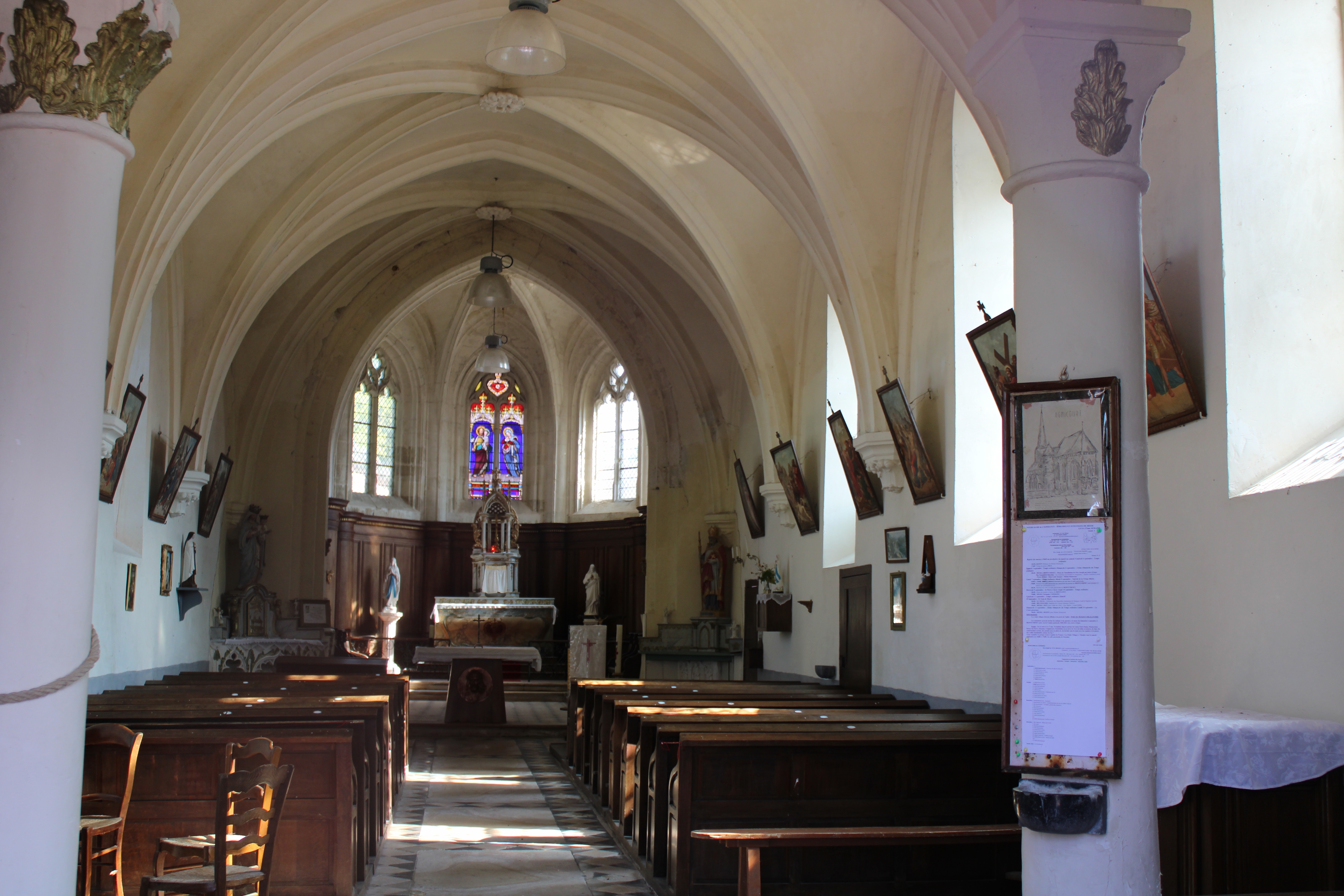
Intérieur de l'église vu à travers la grille de protection.